# Juliusz Zarębski

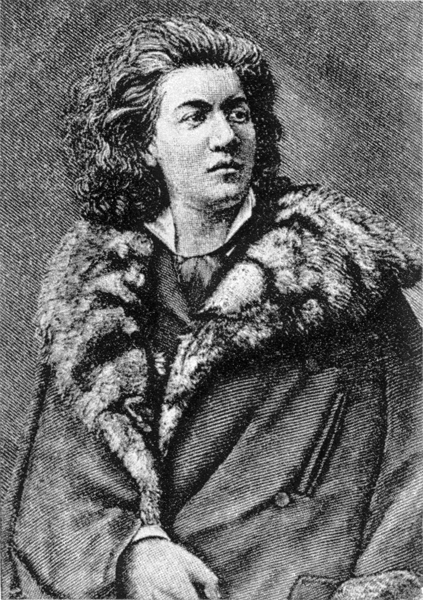
Juliusz Zarębski

 Juliusz Zarębski (* 28. Februar 1854 in Schytomyr, Kaiserreich Russland; † 15. November 1885 ebenda) war ein polnischer Komponist und Pianist.

## Leben
Zarębski erhielt ersten Klavierunterricht von seiner Mutter, dann von weiteren Lehrern in Schytomyr. 1870 bis 1872 studierte er am Konservatorium der Gesellschaft der Musikfreunde in Wien bei Josef Dachs (Klavier) und Franz Krenn (Komposition). Im folgenden Jahr legte er in nur drei Monaten in Sankt Petersburg die Diplomprüfung ab. 1874 wurde er Schüler von Franz Liszt zunächst in Rom und folgte ihm dann nach Weimar. 1879 heiratete er die deutsche Pianistin Johanna Wenzel (später polnisch Janina Zarębska, † 1928), ebenfalls eine Lisztschülerin. 1880 erhielt er eine Professur am Konservatorium Brüssel. 1885 verstarb er in seiner Heimatstadt an Tuberkulose.
Als Pianist konzertierte Zarębski, auch gemeinsam mit seiner Frau, in vielen europäischen Ländern. 1878 trat er auf der Pariser Weltausstellung mit einem von den Brüdern Mangeot entwickelten zweimanualigen Klavier auf.

## Werk
Zarębskis aufgrund seines frühen Todes relativ schmales Werkverzeichnis umfasst neben Klavierwerken einige Liedvertonungen sowie Kammermusik. In der Tradition Chopins und Liszts stehend, entwickelte er eine auf den Impressionismus vorausweisende Harmonik. Nach jahrzehntelanger Vergessenheit erscheint heute zumindest seine letzte Komposition, das Franz Liszt gewidmete Klavierquintett g-Moll op. 34 (1885), gelegentlich wieder in Konzertprogrammen. 2013 spielte der britische Pianist Jonathan Plowright das Werk mit dem Szymanowski-Quartett erneut ein.